# Maleachi (hoorspel)
Maleachi is een hoorspel van Wim Bischot. De AVRO zond het uit op donderdag 25 april 1974, van 21:38 uur tot 22:55 uur, met omlijstende muziek van Else van Eepen-de Groot. De regisseur was Dick van Putten.

## Rolbezetting
- Maria de Booy (Elisa)
- Maarten Kapteijn (Nabel)
- Dogi Rugani (moeder)
- Agaath Meulenbroek (Tamar)
- Dick Swidde (Maleachi)
- Trudy Libosan (Mirjam)
- Paula Majoor (Armei)
- Hans Veerman (de knecht, broer van Tamar)

## Inhoud
De profeten nemen een grote plaats in het Oude Testament in. Ze worden telkens gebruikt om het afgedwaalde volk te wijzen op de geboden en verordeningen van Jahweh. Profeet zijn in het oude Israël was dan ook geen dankbare taak. Maleachi, de laatste profeet van het Oude Testament, zegt: “De spijswetten leken hier vrijwel onbekend. De sabbat werd nauwelijks onderhouden. Er waren kinderen die het Hebreeuws, de taal der wet, niet verstonden. De ochtend- en avondgebeden verhaspelden. Ik heb vurig gestreden tegen de verwildering.” Eigenaardig en boeiend is de vorm van zijn betoog, waarbij tegenwerpingen van het volk telkens worden vermeld en weerlegd…